# Sleigh Bells (film)
Pour les articles homonymes, voir Sleigh Bells.
Pour plus de détails, voir Fiche technique et Distribution.
Sleigh Bells est un court métrage de la série Oswald le lapin chanceux, produit par les studios Disney et sorti le 23 juillet 1928.

## Synopsis
Oswald joue au hockey de rue mais est attirée par une jolie demoiselle cherchant à apprendre le patin à roulettes. Il tente de lui apprendre mais comme il l'a attaché à des ballons en héliums elle s'envole et doit la secourir.

## Fiche technique
- Titre : Sleigh Bells
- Série : Oswald le lapin chanceux
- Réalisateur : Walt Disney et Ub Iwerks
- Camera[1] : Mike Marcus
- Producteur : Charles Mintz
- Production : Disney Brothers Studios sous contrat de Robert Winkler Productions
- Distributeur : Universal Pictures
- Date de sortie : 23 juillet 1928[1],[2],[3]
- Autres dates[1] :
  - Dépôt de copyright : 3 juillet 1928 par Universal
- Format d'image : Noir et Blanc
- Durée : 6 min
- Langue : (en)
- Pays :  États-Unis

## Commentaires
Le 3 novembre 2015, le British Film Institute annonce avoir retrouvé après 87 ans le film perdu depuis 1928,,. Restauré, il sera diffusé le 12 décembre 2015 à Londres.